# Amphicerus simplex
Amphicerus simplex is een keversoort uit de familie boorkevers (Bostrichidae). De wetenschappelijke naam van de soort is voor het eerst geldig gepubliceerd in 1885 door Horn.